# Phyllophaga ratcliffeiana
Phyllophaga ratcliffeiana är en skalbaggsart som beskrevs av Moron 1992. Phyllophaga ratcliffeiana ingår i släktet Phyllophaga och familjen Melolonthidae. Inga underarter finns listade i Catalogue of Life.